# 掘削機
掘削機（くっさくき）は、土砂や岩石を掘削したり掘削して積み込む建設機械の総称である。
掘削積み込みを主とする機械には油圧ショベル、ホイールローダー等、掘削と運搬を兼ねる機械にはブルドーザー、スクレイパー、モーターグレーダー等がある。シールド工法によるトンネル掘削で用いられるシールドマシンも掘削機の一種である。
フィクションでは地底戦車とも呼ばれる。